# Black Rebel Motorcycle Club
Black Rebel Motorcycle Club, ou B.R.M.C., é uma banda de rock psicadélico de San Francisco, Califórnia, mas residem atualmente em Los Angeles. A atual formação é Robert Turner, Peter Hayes e Leah Shapiro. Nick Jago, antigo baterista, saiu da banda para dedicar-se a um projeto solo. Com influências que vão desde Johnny Cash, Iggy Pop and the Stooges, The Doors, Sex Pistols, até bandas britânicas do anos 80, especialmente The Jesus and Mary Chain. Outra influência deles são bandas como My Bloody Valentine e Ride, do estilo musical shoegaze, caracterizada pelo ritmo psicodélico lento. No terceiro disco, Howl, eles incorporam ritmos como folk, blues e gospel.
O nome da banda foi tirado do filme The Wild One, filme de 1953, onde Marlon Brando interpreta o líder de um bando de motoqueiros rebeldes. Inclusive usam a mesma caveira pirata com dois pistões no lugar dos ossos em suas jaquetas. 

## Integrantes
- Peter Hayes - vocal, guitarra, baixo & piano
- Robert Turner - Baixo, vocais, teclados & guitarra
- Leah Shapiro - bateria & percussão

### Ex-integrantes
- Nick Jago - bateria & percussão

## Discografia

### Álbuns
- B.R.M.C. (Abril de 2001) RU #25
- Take Them On, On Your Own (Agosto de 2003) EUA #47, RU #3
- Howl (Agosto de 2005) RU #14, #33 AUS
- Baby 81 (Maio de 2007) RU #15, EUA #46, #36 AUS
- The Effects of 333 (Novembro de 2008)
- Beat The Devil's Tattoo (Março de 2010)
- Specter At The Feast (Março de 2013)

### EPs
- Screaming Gun EP (Outubro de 2001)
- Howl Sessions EP (2003)
- Napster Live Session (2007)
- American X: Baby 81 Sessions EP (2007)

### Singles
- "Red Eyes and Tears" (Fevereiro de 2001)
- "Rifles" (Março de 2001)
- "Whatever Happened to My Rock'N'Roll" (Punk Song) (Outubro de 2001)
- "Love Burns" (Janeiro de 2002) RU #37
- "Spread Your Love" (Maio de 2002) RU #27
- "Whatever Happened to My Rock'N'Roll" (Punk Song) (Setembro de 2002) RU #46
- "Stop" (Agosto de 2003) RU #19
- "We're All in Love" (Novembro de 2003) RU #45
- "Ain't No Easy Way" (Agosto 2005) RU #21
- "Weight of the World" (2006)
- "Weapon of Choice" (2007)
- "Berlin" (2007)